# فيروس معوي
الفيروس المعوي (بالإنجليزية: Enterovirus)‏ هو جنس فيروسات اٍيجابية ذات الرنا أحادي السلسلة مرتبط بالعديد من أمراض الاٍنسان والثدييات. تاريخيا الأكثر ذكرا هو الفيروس السنجابي، هناك أنواع أخرى ك فيروس كوكساكس والفيروس الاٍيكوي.
تعتبر الفيروسات المعوية الأكثر تسببا في التهاب السحايا العقيم ويمكنها أن تسبب أمراض خطيرة لدى الأطفال والأشخاص الذين يعانون ضعف في المناعة.

## وصلات خارجية
- نطاق فيروسي فيروس معوي